# Тешилов
Теши́лов — исчезнувший город Подмосковья, ориентировочное время существования — XII—XVI века.

## Городище
Соотносимое с летописным Тешиловом городище располагается на северной окраине деревни Спас-Тешилово Серпуховского района Московской области на правом берегу Оки к западу от Пущино. Сохранилась часть земляного вала крепостной стены Тешилова. Тешиловское городище относится к памятникам археологии федерального значения.
Площадка поселения овальная (80х50 м) в плане, по периметру обнесена валом, достигающим с напольной стороны 5 м, и рвом. Памятник исследован А. В. Арциховским. Культурный слой содержит отложения XII—XVI веков. Оборонительные сооружения неоднократно перестраивались. При раскопках обнаружены остатки наземных жилищ и древнее кладбище в южной части городища. Помимо керамики собран разнообразный вещевой материал: наконечники стрел, рыболовные крючки, ножи, кресала, гвозди, долото, бронзовые браслеты, семилопастные височные кольца, перстни, бубенчики, золотая бусина, обломки стеклянных браслетов, бусы, шиферные пряслица, костяные рукояти, гребни и прочее. К западу от городища располагалось неукреплённое селище-посад (урочище Пристанище), вытянувшееся вдоль Оки на 200 метров.

## История
По устоявшемуся представлению Тешилов возник как поселение вятичей, а его название связано со славянским именем Тешило. Существует, однако, мнение, что Тешилов был построен как крепость черниговских князей, предназначенная для обороны северного окского рубежа княжества, а также для освоения местного вятичского края и сбора дани.
Первое упоминание о Тешилове относится к XII веку. В Никоновской летописи сообщается, что в 1147 году новгород-северский князь Святослав Ольгович отправился на встречу с суздальским князем Юрием Долгоруким в Москву из Колтеска через Тешилов. Предыстория встречи такова: в 1146 году черниговские князья потерпели поражение в борьбе за киевский престол. Новгород-Северский князь Святослав Ольгович (отец главного героя «Слова о полку Игореве») бежал из Киева и пришёл на Оку «в Колтеск городок» (ныне село Колтово, расположенное около устья реки Мутенки в 25 км от Тешилова), отсюда по приглашению суздальского князя Юрия Долгорукого отправился «на Москву», и 4 апреля 1147 года состоялась эта встреча.
В 1237 году в ходе Батыева нашествия Тешилов был сожжён монголами. Впоследствии перешёл под власть рязанских князей и два века служил как пограничный город на рубеже с владениями соседних серпуховских князей. Упоминается как один из рязанских городов в «Списке русских городов дальних и ближних» (конец XIV века).
В XV веке Тешилов был куплен великим князем московским Василием Тёмным. В договорной грамоте 1483 года Ивана III с рязанским князем говорится: «…А что купля отца нашего, Великого князя Василия Васильевича, за рекою Окою, Тешилов и Венев, и Ростовец, и иные места…». В духовной грамоте Ивана Грозного, датированной августом 1572 года говорится «…Сыну моему Ивану даю…град Каширу и с Заречья… и в волости за Окою рекою, Тешилово, Ростовец, Рославль, Венёв, Мстиславль и иные места…» Тешилов в то время ещё значился в числе городов.
В составе единого Русского государства значение Тешилова определялось угрозой крымско-ногайских набегов. Дорога от Крыма до Оки называлась Муравским шляхом и заканчивалась Окским бродом. На Оке их было три: около Тешиловского стана — Тешиловский перевоз, Сенькин брод, и безымянная переправа около устья Нары у Серпухова. Расположение Тешилова у брода через Оку определяло его важное стратегическое значение, которое постепенно уменьшалось в связи с укреплением Серпухова и расширением границ государства на юг. В 1591 году крымский хан Казы-Гирей, предпринявший поход на Москву, прорвался через Большую засечную черту и перешёл Оку под Тешиловом. В целом, однако, сооружение Большой засечной черты означало продвижение границ государства на юг и снижение значимости Тешилова. В 1708 году после нового административного деления России Петром I Тешилов упоминается уже как село. В Тешилове была церковь Преображения Спаса (отсюда ещё одно название — Спас-Тешилово).